# Александровка (Большеберезниковский район)
 Александровка  — посёлок в Большеберезниковском районе Мордовии в составе Большеберезниковского сельского поселения.

## География
Находится у реки Ташага на расстоянии примерно 9 километров по прямой на восток-северо-восток от районного центра села Большие Березники.

## История
Основан в 1923 году переселенцами из села Русские Найманы

## Население
| 2002 | 2010 |
| ---- | ---- |
| 22   | ↘16  |

Постоянное население составляло 22 человека (русские 95 %) в 2002 году, 16 в 2010 году, 3 в 2020 году.